# Roberto Rosato
Roberto Rosato (Chieri, 18 agosto 1943 – Chieri, 20 giugno 2010) è stato un calciatore italiano, di ruolo difensore. Con la nazionale italiana è stato campione d'Europa nel 1968 e vicecampione del mondo nel 1970.

## Biografia
Terminata la carriera calcistica svolse la professione di assicuratore. Rosato è morto il 20 giugno 2010, dopo essersi ammalato di cancro dieci anni prima.
Quello stesso giorno la nazionale italiana affrontava la Nuova Zelanda nel campionato del mondo 2010; per l'occasione, gli azzurri indossarono il lutto al braccio.

## Caratteristiche tecniche
Soprannominato Faccia d'angelo per via dei tratti gentili del suo viso, in contrasto con i suoi modi decisi e spesso rudi in campo, Rosato era uno stopper di sicuro rendimento, un combattente strenuo e instancabile che aveva nell’intervento in scivolata la caratteristica tipica del suo repertorio.

## Carriera

### Club

Rosato (in piedi, terzo da destra) al Torino nella stagione 1965-1966

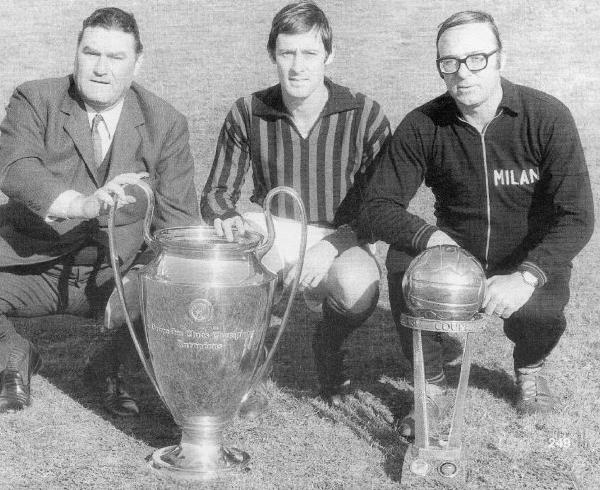
Da sinistra: Nereo Rocco, Rosato e Marino Bergamasco posano con la Coppa dei Campioni e la Coppa Intercontinentale vinte nel 1969

Crebbe calcisticamente nelle giovanili del Torino, la squadra che lo fece esordire in Serie A il 2 aprile 1961 in Fiorentina-Torino (1-1). Da professionista vestì per sei stagioni la maglia granata.
Fu acquistato dal Milan nel 1966, con l'obiettivo di puntellarne il reparto arretrato. L'esordio avvenne il 4 settembre 1966 nella vittoria in trasferta per 3-0 contro il Pisa in Coppa Italia. Nella prima stagione con i rossoneri vinse subito una Coppa Italia e la stagione successiva si riunì a Nereo Rocco, ritornato nel frattempo alla guida tecnica dei rossoneri, con cui aveva vissuto tre stagioni ai tempi del Torino. Quell'anno arrivarono, uno scudetto e una Coppa delle Coppe. Nel 1968-1969 si aggiunse all'albo d'oro personale e rossonero una Coppa dei Campioni e la successiva Coppa Intercontinentale; nella prima, Rosato si distinse per l'ottima marcatura su un giovane Johan Cruijff nella finale vinta dal Milan per 4-1 contro l'Ajax.
Nel 1971-1972 e 1972-1973 vinse con il Milan due ulteriori Coppe Italia ed un'altra Coppa delle Coppe. Proprio nella finale di Coppa Italia contro la Juventus Rosato disputò la sua ultima partita con i rossoneri, con cui disputò complessivamente 269 partite segnando 8 gol. Nel Milan formò un reparto difensivo tra i più forti della storia rossonera insieme a giocatori quali Fabio Cudicini, Karl-Heinz Schnellinger, Angelo Anquilletti e Giovanni Trapattoni. Nell'estate 1973 si trasferì al Genoa.
Nel club ligure giocò quattro stagioni, scendendo una volta in Serie B e vincendo una volta il campionato cadetto. Al termine del campionato 1976-1977, Rosato si ritirò dal calcio professionistico. Continuò ancora per due stagioni con la maglia dell'Aosta, in Serie D, fino al ritiro definitivo nel 1979.

### Nazionale

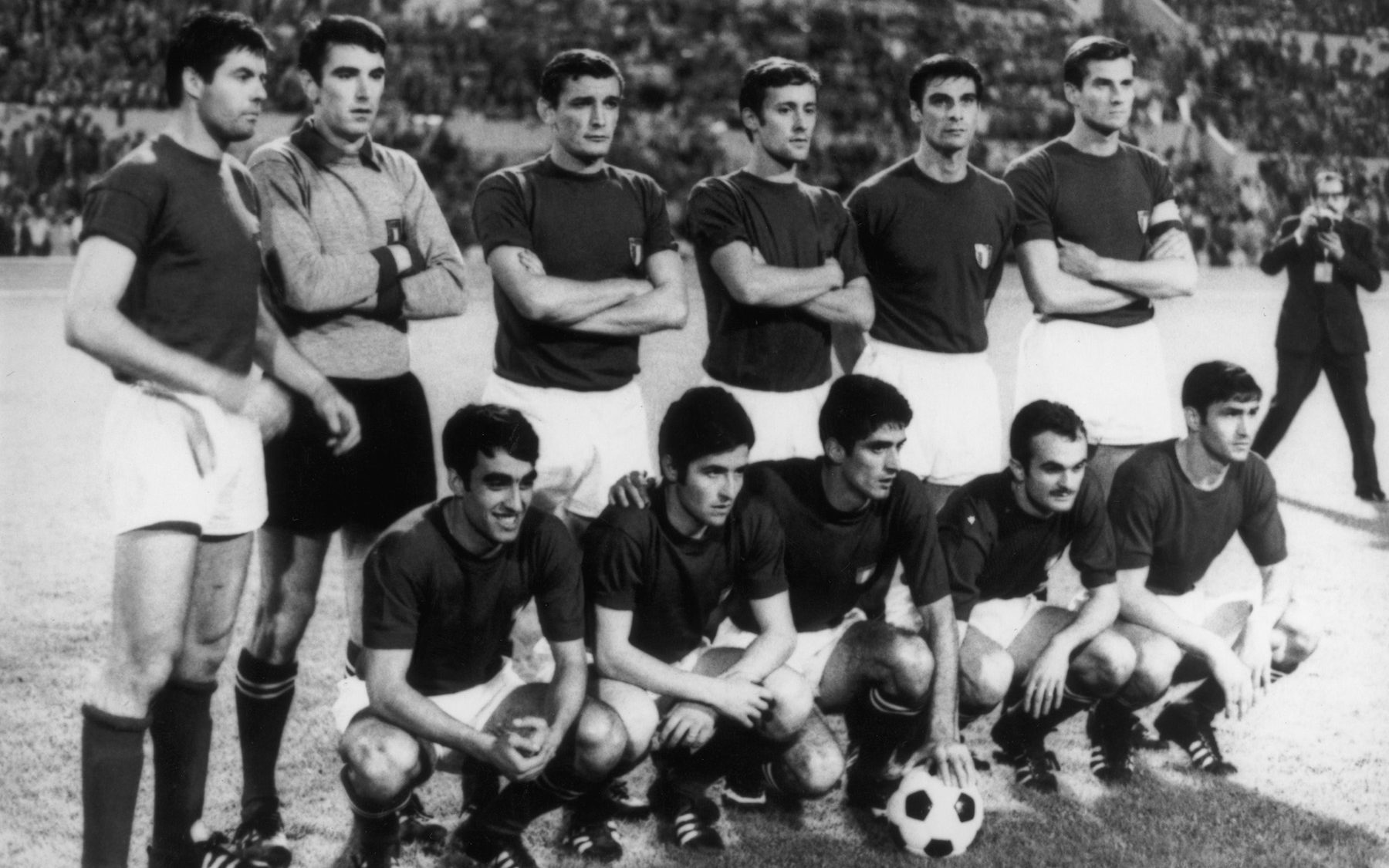
Rosato (in piedi, terzo da destra) con gli azzurri vittoriosi al

Esordì in nazionale A il 13 marzo 1965 ad Amburgo in Germania Ovest-Italia (1-1), dopo qualche partita nella selezione B e nell'Under-21. Con questa rappresentativa aveva vinto nel settembre 1963 i Giochi del Mediterraneo di Napoli, e disputato 4 gare di qualificazione (contro Turchia e Polonia) per il torneo olimpico di Tokyo 1964 ai quali l'Italia si qualificò. Proprio nel debutto con la nazionale maggiore Rosato si guadagnò il soprannome di martello di Amburgo per l'ottima prestazione difensiva in marcatura su Gerd Müller.
Divenne titolare fisso dopo la non positiva prestazione italiana al campionato del mondo 1966 in Inghilterra, e fece parte della squadra che vinse il campionato d'Europa 1968 che si tenne in Italia.
Due anni dopo prese parte al campionato del mondo 1970 svoltosi in Messico. Partì dalla panchina, ma proprio nella partita d'esordio degli azzurri Comunardo Niccolai si infortunò e fu proprio Faccia d'angelo a subentrargli. Da quel momento non perse più il posto da titolare e risultò uno dei migliori difensori del mondiale, nel corso del quale fu tra i protagonisti della storica semifinale Italia-Germania Ovest 4-3, partita in cui Rosato si esibì in un salvataggio sulla linea a portiere battuto; giocò anche la successiva finale, persa per 4-1 contro il Brasile, venendo infine scelto come miglior stopper del torneo.
In otto anni vestì complessivamente la maglia della nazionale per 37 volte.

## Statistiche

### Presenze e reti nei club
| Stagione        | Squadra         | Campionato      | Campionato | Campionato | Coppe nazionali | Coppe nazionali | Coppe nazionali | Coppe continentali | Coppe continentali | Coppe continentali | Altre coppe | Altre coppe | Altre coppe | Totale | Totale |
| Stagione        | Squadra         | Comp            | Pres       | Reti       | Comp            | Pres            | Reti            | Comp               | Pres               | Reti               | Comp        | Pres        | Reti        | Pres   | Reti   |
| --------------- | --------------- | --------------- | ---------- | ---------- | --------------- | --------------- | --------------- | ------------------ | ------------------ | ------------------ | ----------- | ----------- | ----------- | ------ | ------ |
| 1960-1961       | Torino          | A               | 1          | 0          | CI              | 3               | 0               | -                  | -                  | -                  | -           | -           | -           | 4      | 0      |
| 1961-1962       | Torino          | A               | 28         | 2          | CI              | 1               | 0               | -                  | -                  | -                  | CA          | 8           | 1           | 37     | 3      |
| 1962-1963       | Torino          | A               | 12         | 0          | CI              | 2               | 0               | -                  | -                  | -                  | CM          | 1           | 0           | 15     | 0      |
| 1963-1964       | Torino          | A               | 30         | 0          | CI              | 4               | 0               | -                  | -                  | -                  | -           | -           | -           | 34     | 0      |
| 1964-1965       | Torino          | A               | 31         | 1          | CI              | 1               | 0               | CdC                | 8                  | 1                  | -           | -           | -           | 40     | 2      |
| 1965-1966       | Torino          | A               | 29         | 1          | CI              | 1               | 0               | CdF                | 1                  | 0                  | -           | -           | -           | 31     | 1      |
| Totale Torino   | Totale Torino   | Totale Torino   | 131        | 4          |                 | 12              | 0               |                    | 9                  | 1                  |             | 9           | 1           | 161    | 6      |
| 1966-1967       | Milan           | A               | 33         | 2          | CI              | 5               | 0               | -                  | -                  | -                  | CdA+CM      | 3+1         | 0           | 42     | 2      |
| 1967-1968       | Milan           | A               | 28         | 0          | CI              | 9               | 1               | CdC                | 10                 | 0                  | -           | -           | -           | 47     | 1      |
| 1968-1969       | Milan           | A               | 27         | 1          | CI              | 4               | 0               | CC                 | 7                  | 0                  | -           | -           | -           | 38     | 1      |
| 1969-1970       | Milan           | A               | 24         | 0          | CI              | 3               | 0               | CC                 | 4                  | 0                  | CInt        | 2           | 0           | 33     | 0      |
| 1970-1971       | Milan           | A               | 29         | 0          | CI              | 7               | 1               | -                  | -                  | -                  | -           | -           | -           | 36     | 1      |
| 1971-1972       | Milan           | A               | 21         | 0          | CI              | 9               | 1               | CU                 | 5                  | 0                  | -           | -           | -           | 35     | 1      |
| 1972-1973       | Milan           | A               | 25         | 2          | CI              | 7               | 0               | CdC                | 6                  | 0                  | -           | -           | -           | 38     | 2      |
| Totale Milan    | Totale Milan    | Totale Milan    | 187        | 5          |                 | 44              | 3               |                    | 32                 | 0                  |             | 6           | 0           | 269    | 8      |
| 1973-1974       | Genoa           | A               | 30         | 1          | CI              | 1               | 0               | -                  | -                  | -                  | -           | -           | -           | 31     | 1      |
| 1974-1975       | Genoa           | B               | 35         | 0          | CI              | 4               | 0               | -                  | -                  | -                  | -           | -           | -           | 39     | 0      |
| 1975-1976       | Genoa           | B               | 16         | 0          | CI              | 8               | 0               | -                  | -                  | -                  | -           | -           | -           | 24     | 0      |
| 1976-1977       | Genoa           | A               | 3          | 0          | CI              | 0               | 0               | -                  | -                  | -                  | -           | -           | -           | 3      | 0      |
| Totale Genoa    | Totale Genoa    | Totale Genoa    | 84         | 1          |                 | 13              | 0               |                    | -                  | -                  |             | -           | -           | 97     | 1      |
| 1977-1978       | Aosta           | D               | 18         | 0          | -               | -               | -               | -                  | -                  | -                  | -           | -           | -           | 18     | 0      |
| 1978-1979       | Aosta           | D               | 30         | 1          | -               | -               | -               | -                  | -                  | -                  | -           | -           | -           | 30     | 1      |
| Totale Aosta    | Totale Aosta    | Totale Aosta    | 48         | 1          |                 | -               | -               |                    | -                  | -                  |             | -           | -           | 48     | 1      |
| Totale carriera | Totale carriera | Totale carriera | 450        | 11         |                 | 69              | 3               |                    | 41                 | 1                  |             | 15          | 1           | 575    | 16     |

### Cronologia presenze e reti in nazionale
| Cronologia completa delle presenze e delle reti in nazionale ― Italia | Cronologia completa delle presenze e delle reti in nazionale ― Italia | Cronologia completa delle presenze e delle reti in nazionale ― Italia | Cronologia completa delle presenze e delle reti in nazionale ― Italia | Cronologia completa delle presenze e delle reti in nazionale ― Italia | Cronologia completa delle presenze e delle reti in nazionale ― Italia | Cronologia completa delle presenze e delle reti in nazionale ― Italia | Cronologia completa delle presenze e delle reti in nazionale ― Italia |
| Data                                                                  | Città                                                                 | In casa                                                               | Risultato                                                             | Ospiti                                                                | Competizione                                                          | Reti                                                                  | Note                                                                  |
| --------------------------------------------------------------------- | --------------------------------------------------------------------- | --------------------------------------------------------------------- | --------------------------------------------------------------------- | --------------------------------------------------------------------- | --------------------------------------------------------------------- | --------------------------------------------------------------------- | --------------------------------------------------------------------- |
| 13-3-1965                                                             | Amburgo                                                               | Germania Ovest                                                        | 1 – 1                                                                 | Italia                                                                | Amichevole                                                            | -                                                                     |                                                                       |
| 18-4-1965                                                             | Varsavia                                                              | Polonia                                                               | 0 – 0                                                                 | Italia                                                                | Qual. Mondiali 1966                                                   | -                                                                     |                                                                       |
| 16-6-1965                                                             | Malmö                                                                 | Svezia                                                                | 2 – 2                                                                 | Italia                                                                | Amichevole                                                            | -                                                                     |                                                                       |
| 23-6-1965                                                             | Helsinki                                                              | Finlandia                                                             | 0 – 2                                                                 | Italia                                                                | Qual. Mondiali 1966                                                   | -                                                                     |                                                                       |
| 27-6-1965                                                             | Budapest                                                              | Ungheria                                                              | 2 – 1                                                                 | Italia                                                                | Amichevole                                                            | -                                                                     |                                                                       |
| 1-11-1965                                                             | Roma                                                                  | Italia                                                                | 6 – 1                                                                 | Polonia                                                               | Qual. Mondiali 1966                                                   | -                                                                     |                                                                       |
| 9-11-1965                                                             | Glasgow                                                               | Scozia                                                                | 1 – 0                                                                 | Italia                                                                | Qual. Mondiali 1966                                                   | -                                                                     |                                                                       |
| 7-12-1965                                                             | Napoli                                                                | Italia                                                                | 3 – 0                                                                 | Scozia                                                                | Qual. Mondiali 1966                                                   | -                                                                     |                                                                       |
| 19-3-1966                                                             | Parigi                                                                | Francia                                                               | 0 – 0                                                                 | Italia                                                                | Amichevole                                                            | -                                                                     |                                                                       |
| 14-6-1966                                                             | Bologna                                                               | Italia                                                                | 6 – 1                                                                 | Bulgaria                                                              | Amichevole                                                            | -                                                                     | 46’                                                                   |
| 22-6-1966                                                             | Torino                                                                | Italia                                                                | 3 – 0                                                                 | Argentina                                                             | Amichevole                                                            | -                                                                     |                                                                       |
| 29-6-1966                                                             | Firenze                                                               | Italia                                                                | 5 – 0                                                                 | Messico                                                               | Amichevole                                                            | -                                                                     |                                                                       |
| 13-7-1966                                                             | Sunderland                                                            | Italia                                                                | 2 – 0                                                                 | Cile                                                                  | Mondiali 1966 - 1º turno                                              | -                                                                     |                                                                       |
| 16-7-1966                                                             | Sunderland                                                            | Unione Sovietica                                                      | 1 – 0                                                                 | Italia                                                                | Mondiali 1966 - 1º turno                                              | -                                                                     |                                                                       |
| 18-11-1967                                                            | Berna                                                                 | Svizzera                                                              | 2 – 2                                                                 | Italia                                                                | Qual. Euro 1968                                                       | -                                                                     |                                                                       |
| 10-6-1968                                                             | Roma                                                                  | Italia                                                                | 2 – 0                                                                 | Jugoslavia                                                            | Euro 1968 - Finale                                                    | -                                                                     | 1º titolo Europeo                                                     |
| 23-10-1968                                                            | Cardiff                                                               | Galles                                                                | 0 – 1                                                                 | Italia                                                                | Qual. Mondiali 1970                                                   | -                                                                     |                                                                       |
| 1-1-1969                                                              | Città del Messico                                                     | Messico                                                               | 2 – 3                                                                 | Italia                                                                | Amichevole                                                            | -                                                                     | 72’                                                                   |
| 3-6-1970                                                              | Toluca                                                                | Italia                                                                | 1 – 0                                                                 | Svezia                                                                | Mondiali 1970 - 1º turno                                              | -                                                                     | 37’                                                                   |
| 6-6-1970                                                              | Toluca                                                                | Italia                                                                | 0 – 0                                                                 | Uruguay                                                               | Mondiali 1970 - 1º turno                                              | -                                                                     |                                                                       |
| 11-6-1970                                                             | Toluca                                                                | Italia                                                                | 0 – 0                                                                 | Israele                                                               | Mondiali 1970 - 1º turno                                              | -                                                                     |                                                                       |
| 14-6-1970                                                             | Toluca                                                                | Messico                                                               | 1 – 4                                                                 | Italia                                                                | Mondiali 1970 - Quarti di finale                                      | -                                                                     |                                                                       |
| 17-6-1970                                                             | Città del Messico                                                     | Italia                                                                | 4 – 3 dts                                                             | Germania Ovest                                                        | Mondiali 1970 - Semifinale                                            | -                                                                     | 90+1’                                                                 |
| 21-6-1970                                                             | Città del Messico                                                     | Brasile                                                               | 4 – 1                                                                 | Italia                                                                | Mondiali 1970 - Finale                                                | -                                                                     | 2º posto                                                              |
| 31-10-1970                                                            | Vienna                                                                | Austria                                                               | 1 – 2                                                                 | Italia                                                                | Qual. Euro 1972                                                       | -                                                                     |                                                                       |
| 8-12-1970                                                             | Firenze                                                               | Italia                                                                | 3 – 0                                                                 | Irlanda                                                               | Qual. Euro 1972                                                       | -                                                                     |                                                                       |
| 20-2-1971                                                             | Cagliari                                                              | Italia                                                                | 1 – 2                                                                 | Spagna                                                                | Amichevole                                                            | -                                                                     |                                                                       |
| 10-5-1971                                                             | Dublino                                                               | Irlanda                                                               | 1 – 2                                                                 | Italia                                                                | Qual. Euro 1972                                                       | -                                                                     |                                                                       |
| 9-6-1971                                                              | Stoccolma                                                             | Svezia                                                                | 0 – 0                                                                 | Italia                                                                | Qual. Euro 1972                                                       | -                                                                     | 54’                                                                   |
| 9-10-1971                                                             | Milano                                                                | Italia                                                                | 3 – 0                                                                 | Svezia                                                                | Qual. Euro 1972                                                       | -                                                                     |                                                                       |
| 4-3-1972                                                              | Atene                                                                 | Grecia                                                                | 2 – 1                                                                 | Italia                                                                | Amichevole                                                            | -                                                                     | 66’                                                                   |
| 29-4-1972                                                             | Milano                                                                | Italia                                                                | 0 – 0                                                                 | Belgio                                                                | Qual. Euro 1972                                                       | -                                                                     |                                                                       |
| 17-6-1972                                                             | Bucarest                                                              | Romania                                                               | 3 – 3                                                                 | Italia                                                                | Amichevole                                                            | -                                                                     |                                                                       |
| 21-6-1972                                                             | Sofia                                                                 | Bulgaria                                                              | 1 – 1                                                                 | Italia                                                                | Amichevole                                                            | -                                                                     |                                                                       |
| 20-9-1972                                                             | Torino                                                                | Italia                                                                | 3 – 1                                                                 | Jugoslavia                                                            | Amichevole                                                            | -                                                                     |                                                                       |
| 7-10-1972                                                             | Lussemburgo                                                           | Lussemburgo                                                           | 0 – 4                                                                 | Italia                                                                | Qual. Mondiali 1974                                                   | -                                                                     |                                                                       |
| 21-10-1972                                                            | Berna                                                                 | Svizzera                                                              | 0 – 0                                                                 | Italia                                                                | Qual. Mondiali 1974                                                   | -                                                                     |                                                                       |
| Totale                                                                |                                                                       | Presenze (78º posto)                                                  | 37                                                                    |                                                                       | Reti                                                                  | 0                                                                     |                                                                       |

## Palmarès

### Club

#### Competizioni nazionali
- Coppa Italia: 3

Milan: 1966-1967, 1971-1972, 1972-1973
- Campionato italiano: 1

Milan: 1967-1968
- Campionato italiano di Serie B: 1

Genoa: 1975-1976

#### Competizioni internazionali
- Coppa delle Coppe: 2

Milan: 1967-1968, 1972-1973
- Coppa dei Campioni: 1

Milan: 1968-1969
- Coppa Intercontinentale: 1

Milan: 1969

### Nazionale
- Campionato d'Europa: 1

Italia 1968
- Giochi del Mediterraneo: 1

Napoli 1963

## Riconoscimenti
- Medaglia d'oro al valore atletico (1970)[11]